# Magura (1073 m)
Magura (1073 m) – szczyt w Grupie Wielkiej Raczy w Beskidzie Żywiecko-Kisuckim. Znajduje się w głównym grzbiecie, przez który biegnie granica polsko-słowacka oraz Wielki Europejski Dział Wodny. Magura znajduje się w nim pomiędzy Kikulą (1087 m) i Małym Przysłopem (996 m). Nazwa szczytu jest pochodzenia wołoskiego i oznacza wyniosłą, samotną górę. W Karpatach rumuńskich, słowackich i polskich jest wiele nazw geograficznych wywodzących się od wołoskiego słowa magura.
Szczyt Magury znajduje się nie na samej granicy, ale 50 m na północny wschód od niej, już na terenie Polski. Jej południowo-zachodnie stoki są słowackie i opadają do doliny Oszczadnicy, w północno-zachodnim natomiast kierunku Magura tworzy mający długość niemal 400 m grzbiet zakończony wierzchołkiem Skrzadnica o tej samej wysokości co Magura. W południowo-zachodnim kierunku spływa ze stoków Magury potok Plaskórówka, w północno-zachodnim potok Radeczki (obydwa są dopływami potoku Rycerskiego).
Polskie stoki Magury znajdują się w granicach miejscowości Rycerka Górna i Sól w województwie śląskim, w powiecie żywieckim, w gminie Rajcza. W regionalizacji fizycznogeograficznej Polski według Jerzego Kondrackiego Grupa Wielkiej Raczy zaliczana jest do Beskidu Żywieckiego, w nowszej polskiej regionalizacji z 2018 roku do Beskidu Żywiecko-Kisuckiego, na Słowacji do Beskidu Kisuckiego. Magura obecnie jest porośnięta lasem, ale na lotniczych zdjęciach mapy Geoportalu widoczne są na jej stokach i grzbiecie duże halizny – pozostałości dawnych hal pasterskich. Wielki huragan w 2004 r. wyłamał znaczną część lasu na jej południowych, słowackich stokach. Przecięte one są dwoma drogami stokowymi do zwózki tych drzew. Przez szczyt Magury (po polskiej stronie) prowadzi czerwony szlak turystyczny.

## Szlaki turystyczne
Zwardoń – Kikula – Magura – Mały Przysłop – Wielki Przysłop – Wielka Racza. 4:45 godz, z powrotem 4:15 godz.